# Oli de pinyolada

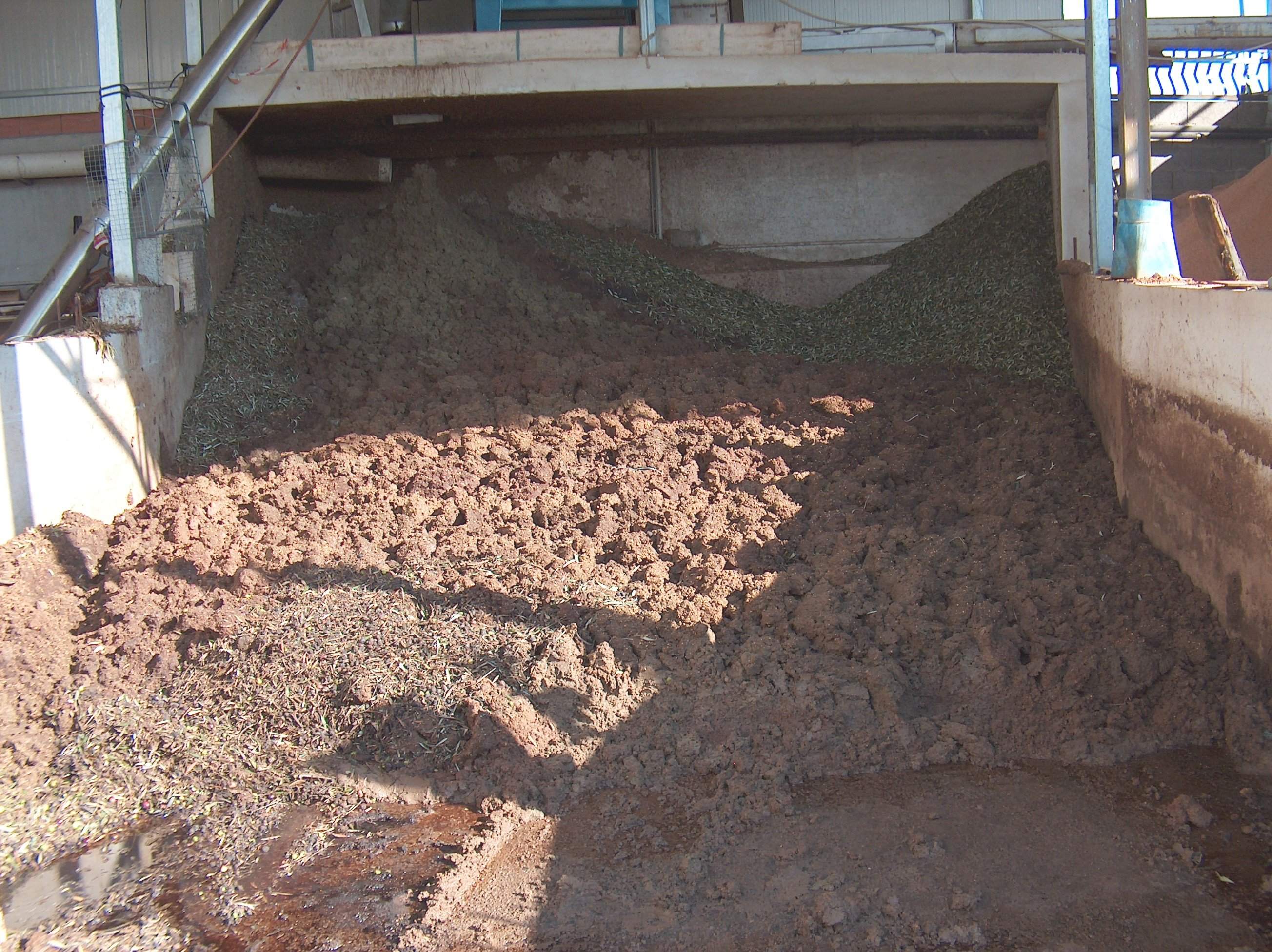
L’oli de pinyolada s’obté de la pinyolada, altrament dita sansa, de les olives

 L'oli de pinyolada d’oliva o oli de sansa és l'oli que s’extreu de la pinyolada de les olives després de la primera premsada.
Una vegada que s’ha completat l'extracció de l’oli d’oliva roman, aproximadament, un 5-8% de l’oli en la pinyolada dins les llavors que cal extreure amb l’ajuda de solvents químics. Aquest oli extret amb solvents ja no es pot anomenar legalment “oli d’oliva”, ja que el Consell Oleícola Internacional (International Olive Oil Council) defineix l'oli d’oliva com “l’oli obtingut únicament del fruit de l’olivera, excloent-ne els olis obtinguts amb solvents o processos de reesterificació”
Químicament l’oli de pinyolada és similar a l’oli d’oliva en la seva composició d’àcids i té efectes igualment saludables quan es fa servir per coure o fregir.

## Categories
Segons el Consell Oleícola Internacional:
- Oli de pinyolada cru (Crude Olive Pomace Oil): obtingut directament del procés industrial i que cal refinar per al consum humà.
- Oli de pinyolada refinat(Refined Olive Pomace Oil): obtingut per refinació de l’oli de pinyolada cru: la seva acidesa lliure, expressada com àcid oleic, serà menor de 0,3 grams per 100 grams.
- Oli de pinyolada d’oliva (Olive Pomace Oil): És una mescla de l’oli de pinyolada refinat i oli verge d'oliva preparat ja per al consum humà. Tindrà una acidesa lliure expressada en àcid oleic menor d’1 gram per 100 grams

## Dades nutritives per 100 ml
- 824 Kcal / 100 ml
- Greix total : 100 ml
- Greix saturat: 14 ml
- Greix insaturat:: 7 ml
- Greix monoinsaturat:: 79 ml
- Colesterol, proteïnes, sucres i sodi: 0